# Голубоподібні
Голубоподібні (Columbiformes) — ряд птахів, до якого належать родина голубових (Columbidae) і вимерла родина дронтів (Raphidae). До голубоподібних належить близько 300-т видів горлиць, голубів та дронтів. Сюди входять види, що населяють різні біотопи, що зустрічаються по всьому світу, крім Арктики та Антарктики.

## Таксономія
Хоча раніше до ряду голубоподібних включали родину Raphidae, однак ці види, ймовірно, є частиною нещодавнього індо-австралійського випромінювання й наразі вони включені як підродина Raphinae, очікуючи на отримання кращих матеріальних доказів їх точних спорідненостей. Остеологічні та молекулярні дані, однак, погоджуються, що розміщення в Columbidae є більш доцільним.

## Походження та еволюція
Columbiformes є однією з найрізноманітніших негоробцеподібних клад неоавіан, її походження сягає крейди та є результатом швидкої диверсифікації наприкінці кордону K-Pg. Аналіз повного генома виявив, що Columbiformes утворюють сестринську кладу групи, що складається з рябчиків (Pterocliformes) і мезитів (Mesitornithiformes).
Голубоподібні недостатньо представлені в літописі скам'янілостей. Наразі не знайдено справді примітивних форм. Рід Gerandia був описаний з ранньоміоценових відкладень у Франції, але, хоча довго вважалося, що це голуб, зараз його вважають рябчиком. Фрагментні залишки ймовірно «птілінопінового» ранньоміоценового голуба були знайдені в формації Баннокберн у Новій Зеландії та описані як Rupephaps. "Columbina" prattae з приблизно сучасних родовищ Флориди в даний час умовно відокремлено в Arenicolumba, але його відмінність від Columbina/Scardafella та споріднених родів має бути більш твердо встановлена (наприклад, за допомогою кладистичного аналізу). Крім того, всі інші скам'янілості належать до сучасних родів.

## Галерея

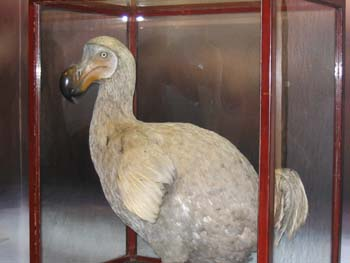
Дронт
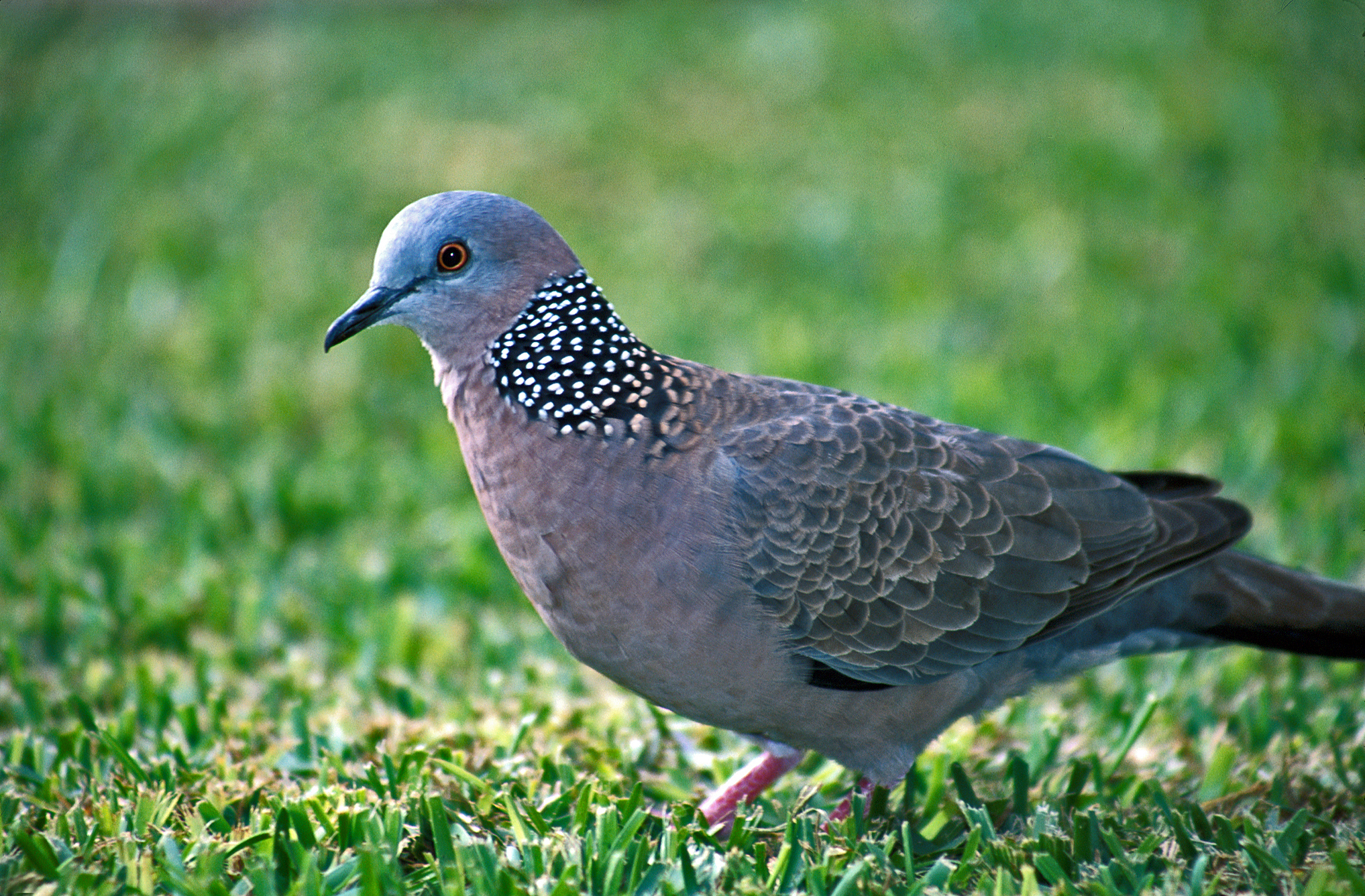
Плямистий голуб